# Municipio de East Custer
El municipio de East Custer (en inglés: East Custer Township) es un municipio ubicado en el condado de Custer en el estado estadounidense de Nebraska. En el año 2010 tenía una población de 47 habitantes y una densidad poblacional de 0,34 personas por km².

## Geografía
El municipio de East Custer se encuentra ubicado en las coordenadas 41°15′47″N 99°38′4″O / 41.26306, -99.63444. Según la Oficina del Censo de los Estados Unidos, el municipio tiene una superficie total de 139.5 km², de la cual 139,5 km² corresponden a tierra firme y (0 %) 0 km² es agua.

## Demografía
Según el censo de 2010, había 47 personas residiendo en el municipio de East Custer. La densidad de población era de 0,34 hab./km². De los 47 habitantes, el municipio de East Custer estaba compuesto por el 97,87 % blancos y el 2,13 % eran de una mezcla de razas. Del total de la población el 4,26 % eran hispanos o latinos de cualquier raza.